# Магдалинский переулок
Магдали́нский переулок — переулок в Василеостровском районе Санкт-Петербурга. Проходит от 1-й линии Васильевского острова до Детской больницы имени святой Марии Магдалины.

## История
Первоначальное название Глухой переулок (от 1-й до 2-й линии) известно с 1849 года.
Современное название Магдалинский переулок дано 16 апреля 1887 года по местонахождению больницы Святой Марии Магдалины. Участок у 2-й линии закрыт в 1920-е годы.

## Достопримечательности
- Детская больница Святой Марии Магдалины (дом 2)